# Новые Какси (Вавожский район)
Но́вые Какси́ — деревня в Вавожском районе Удмуртии. Входит в муниципальное образование «Волипельгинское».

## География
Расположена на реке Сулвайка в 17 км южнее Вавожа.
Урбанонимы:
- улицы — Заречная, Центральная

## История

### Происхождение и ранний период
Деревня Новые Какси относится к поселениям, основанным представителями воршудно-родовой группы Какся, одной из крупнейших и наиболее широко расселившихся среди удмуртов. Члены этого рода издревле проживали в бассейне реки Вятки, но под давлением марийской и русской колонизации мигрировали в бассейн реки Кильмезь и её левого притока — реки Валы, а также расселились в северных и южных районах Удмуртии и в Приуралье.
Первое упоминание о деревне относится к 1762—1767 годам в материалах 3-й ревизии под названием «Новая Какса». На тот момент она входила в состав Казанской губернии, Казанского уезда, Арской дороги, Ермолаевой сотни Иванова. Население состояло из государственных ясашных удмуртов: 59 мужчин и 60 женщин.

### XIX век
В 1802 году деревня упоминается как «Новой Какси» в составе Елабужской округи, Большеучинской волости. В ней проживало 134 мужчины (28 дворов), а также 4 некрещёных удмурта.
По данным 1859—1873 годов, деревня называлась «Ново-Каксинская (Какси-Новая)» и относилась к Малмыжскому уезду Вятской губернии. В ней насчитывалось 33 двора, 126 мужчин и 139 женщин (всего 265 жителей).
В 1891 году (по «Книге Вятских Родов») в деревне «Какся нов.» проживало 351 человек (64 семьи). Основное население составляли государственные крестьяне-удмурты.

### XX век
В 1905 году в деревне Новая Какся было 70 дворов, 228 мужчин и 246 женщин (всего 474 жителя).
После революции, в 1924 году, деревня вошла в состав Вотской автономной области. В это время она называлась «Какся Новая (Виль-Какся)» и относилась к Больше-Учинской волости Можгинского уезда. В 1920 году из неё выделилась деревня Нижняя Какся.
В 1930-х годах деревня входила в состав Можгинского района, затем (с 1939 года) — в Большеучинский район. С 1957 года и по настоящее время она находится в Вавожском районе.

## Население
| 2010 | 2012 |
| ---- | ---- |
| 47   | ↗48  |